# الکساندر آبرامسکی
الکساندر آبرامسکی (روسی: Алекса́ндр Савва́тьевич Абра́мский؛ ۲۲ ژانویهٔ ۱۸۹۸ – ۲۹ اوت ۱۹۸۵) آهنگساز، و فرهنگ عامه‌شناس اهل اتحاد جماهیر شوروی بود. او به دلیل اقتباس از موسیقی فولکلور در ساخته‌هایش شناخته شده بود.
آبرامسکی در ۱۰ ژانویه ۱۸۹۸ در شهر لوتسک به دنیا آمد. پدرش ساواتی واسیلیویچ (شول ولفوویچ) آبرامسکی (۱۸۵۹ -؟) یک پزشک یهودی بیمارستان بود و با آنا فدوروونا بوردو ازدواج کرده بود که دو پسر به نام‌های میخائیل و اسکندر داشت.ک رابطه آبرامسکی با پدرش گرم و صمیمی بود.
او در سال ۱۹۵۱ معلم اتحادیه آهنگسازان اتحاد جماهیر شوروی شد و مهارت‌های آهنگسازی را به آهنگسازان جوان آموزش داد.